# Neoaliturus hispaniae
Neoaliturus hispaniae är en insektsart som beskrevs av Young och Frazier 1954. Neoaliturus hispaniae ingår i släktet Neoaliturus och familjen dvärgstritar. Inga underarter finns listade i Catalogue of Life.